# Tasha-Ray Evin
Tasha-Ray Evin (n. 12 de junio de 1985) es una cantante, vocalista, guitarrista y compositora canadiense. Conocida por ser la vocalista de Lillix desde 1997-presente. Ella escribió o fue de gran importancia en la mayoría de las canciones, incluso más que cualquier otro miembro.

## Curiosidades
- Su primera banda fue Tigerlily que cambio el nombre a Lillix.
- La banda Lillix fue descubierta por el grupo Hanson.
- Su lugar favorito para hacer conciertos es Canadá.

## Discografía
Lillix
| Álbum y su información |
| --- |
| Falling Uphill - Release: 27 May 2003 (CAN, U.S.) 27 August 2003 (JPN) - Label: Maverick Records - Peak positions: #188 (Billboard 200) - Singles: - 2003: "It's About Time" - 2003: "What I Like About You" - 2003: "Tomorrow" |
| Inside the Hollow - Release: 29 August 2006 (CAN) 6 September 2006 (JPN) 11 September 2006 (U.S.) - Label: Maverick Records - Peak positions: #48 (JPN) - Singles: - 2006: "Sweet Temptation (Hollow)"                          |
| Tigerlily - Release: 24 August 2010 (CAN) - Singles: - 2010: "Dance Alone" - 2010: "Nowhere to Run" |

## Soundtracks
- The Princess Diaries 2: Royal Engagement

- Datos: Q4529671
- Multimedia: Tasha-Ray Evin / Q4529671